# Баранник, Дмитрий Харитонович
Дми́трий Харито́нович Бара́нник (14 декабря 1923, Пушкарёвка, Екатеринославская губерния — 30 января 2009, Днепропетровск) — советский и украинский языковед, доктор филологических наук (1970), профессор (1972), академик АН высшей школы Украины (1993), заслуженный профессор Днепропетровского национального университета (1998), почётный академик АН Крыма (2000). Заслуженный работник высшей школы УССР (1985).

## Биография
Родился 14 декабря 1923 года в селе Пушкарёвка.
Участник Великой Отечественной войны, имел ряд боевых наград.
В 1952 году окончил историко-филологический факультет Днепропетровского университета, специальность «Филолог. Преподаватель украинского языка и литературы». В июне 1956 года защитил кандидатскую, в ноябре 1970 года — докторскую диссертации. Учёное звание профессора присвоено в июне 1972 года.
Работал в Днепропетровском университете с момента его окончания: в 1955—1971 годах — на должностях старшего преподавателя, доцента, профессора кафедры украинского языка, в 1971—1993 годах — заведующий кафедры украинского языка ДГУ, в 1971—1988 годах — декан филологического факультета, в 1993—2009 годах — профессор кафедры.
Вел значительную научно-организаторскую работу-сначала как декан факультета и заведующий кафедрой, а затем — как руководитель Южного регионального центра филологии и искусствоведения АН Высшей школы Украины. По его инициативе в 1976 году на факультете был открыт специализированный совет для защиты докторских диссертаций с языковедческих дисциплин, председателем которой он был в течение 10 лет (1976—1986). В специализированном совете было защищено несколько десятков докторских и большое количество кандидатских диссертаций, что в значительной мере улучшило ситуацию с обеспечением вузов юго-восточного региона УССР кадрами высшей квалификации.
В 1993 году был избран академиком АН высшей школы Украины, в 2000 году — почётным академиком Крымской Академии наук. Был членом Украинской национальной комиссии по вопросам правописания при Кабинете Министров Украины, членом бюро Украинского комитета славистов.
Умер 30 января 2009 года в городе Днепропетровске.

## Научная деятельность
Научные отрасли, в которых работал: грамматическая структура украинского языка, терминологическая лексикография, структурная и функциональная типология устной литературной речи, язык средств массовой коммуникации. Систематизация функционально-стилевых разновидностей устной монологической речи, новый подход к определению критериев этой систематизации впервые в украинском языкознании нашли освещение в трудах Д. Х. Баранника и были новым направлением в лингвистике 1960—1970-х годов (УРЕ, 1984, т. 11, кн. 2, с. 257). Создал научную школу по проблемам языка электронных и письменных форм массовой коммуникации. Подготовил 23 кандидата филологических наук. Его ученики работают во многих высших учебных заведениях и научных учреждениях Украины.
Опубликовал более 160 научных работ, среди них две монографии («драматический диалог», 1961 (в соавторстве с Г. М. Гаем) и «устный монолог», 1969), разделы в шести коллективных монографиях Института языкознания Национальной академии наук Украины. Соавтор пятитомного курса «современный украинский литературный язык» Института языкознания АН Украины. Этот труд является на сегодня основным пособием по научному курсу украинского языка для студентов филологических факультетов университетов Украины. Один из составителей и научных редакторов изданного впервые на Украине «русско-украинского словаря по авиационной и ракетно-космической технике» (40 тысяч слов). Публикации в сборниках материалов 10-го Международного конгресса лингвистов (Бухарест, 1967), 9-го и 11-го Международных съездов славистов (Киев, 1983; Братислава, 1993).

### Научные труды
- Про мовностилістичні прийоми в комедіях О. Корнійчука // Література в школі. — 1952. — № 2. — С. 22—27.
- Вопросы языка драматического произведения: Автореф. дис. канд. филол. наук. — Днепропетровск, 1956. — 16 с.
- Стилістична роль префіксальних утворень в діалозі української класичної п’єси // Наукові записки Дніпропетровського університету. — 1958. — Т. 68. — Вип. 16. — С. 11—17.
- Цінний посібник з української мови (рецензія) // Українська мова в школі. — 1958. — № 5. — С. 73—77.
- Художня майстерність Лесі Українки в п’єсі „Лісова пісня”. —Дніпропетровськ, 1959. — 28 с.
- Вивчення мови драматичного твору в середній школі // Українська мова в школі. — 1959. — № 4. — С. 50—55.
- Узгодження присудка з підметом в українській мові // Українська мова в школі. — 1960. — № 6. — С. 8—18.
- Деякі мовнокомпозиційні особливості п’єс О. Корнійчука // Наукові записки Дніпропетровського університету. — 1960. — Т. 60. — С. 101—106.

## Награды
- Заслуженный работник высшей школы УССР (1985);
- Отличник образования Украины (2000);
- Орден Отечественной войны 2-й степени (1985);
- Орден «За мужество» 3-й степени (2003);
- Медаль «За победу над Германией в Великой Отечественной войне 1941—1945 гг.» (1945);
- Медаль «За взятие Кёнигсберга» (1945);
- Почётная грамота Президиума Верховного Совета УССР (1978);
- Медаль А. С. Макаренко (1983);
- Академическая награда Ярослава Мудрого АН ВШУ (1996);
- Награда Святого Владимира АН ВШУ (2003);
- Почётная грамота Верховной рады Украины (2003).